# Włoszyca Lubańska
Włoszyca Lubańska – wieś w Polsce położona w województwie kujawsko-pomorskim, w powiecie włocławskim, w gminie Lubanie.
W latach 1975–1998 miejscowość położona była w województwie włocławskim.
Inne miejscowości o nazwie Włoszyca: Włoszyca